# Nordstrand (gemeente)
Nordstrand is een gemeente in de Duitse deelstaat Sleeswijk-Holstein. De gemeente maakt deel uit van de Kreis Noord-Friesland.
Nordstrand telde, op de peildatum van de meest recente statistiek,  2.237 inwoners. Nordstrand bestaat uit het grootste deel van het schiereiland Nordstrand en de Hallig Nordstrandischmoor. 

## Plaatsen in de gemeente
De gemeente Nordstrand kent geen officiële indeling in dorpen en gehuchten. Van oudsher is het eiland ingedeeld in Köge (enkelvoud: Koog), polders. Het gehele eiland ligt beneden de zeespiegel en is omgeven door dijken.
De voornaamste buurten, waar huizen of andere gebouwen staan, zijn:
- England, een dijkdorpje direct ten oosten van Odenbüll
- Herrendeich, aan de gelijknamige dijkweg, min of meer het centrum van het eiland; aan het zuidoostelijke einde van deze dijk staat o.a. een bankfiliaal en het gebouw, van waaruit de gemeente bestuurd wordt. Dit is een dependance van de Amtsverwaltung van het Amt Nordsee-Treene. Niet ver van de Herrendeich,aan de zijweg Osterdeich, staat de oud-katholieke kerk. Een paar honderd meter ten zuidwesten van de Herrendeich staat de rooms-katholieke St.-Knud-kerk.
- Kiefhuck, ten oosten van Norderhafen
- Norderhafen, iets ten noorden van de haven van Strucklahnungshörn
- Odenbüll, iets ten noorden van Herrendeich. Aan de noordkant van Odenbüll staat de evangelisch-lutherse Sint-Vincentiuskerk.
- Strucklahnungshörn, een haven aan de westkust, met veerdiensten op Sylt en Pellworm.
- Süden, direct ten zuiden van Herrendeich
- Süderhafen, een klein havenplaatsje aan de zuidoostkust, met markante windmolen
- Westen, ten zuidoosten van de haven van Strucklahnungshörn

- De hallig Nordstrandischmoor, die circa 22 inwoners heeft, is met een spoorwegdammetje met het vasteland verbonden. Er liggen vier bewoonde Warften (terpen).

## Overige informatie
Vroeger was Nordstrand los van het vaste land en was het een eiland. In het noordoosten is Nordstrand door een dam, met daarop een verkeersweg, verbonden met het vasteland. De het dichtst bij deze dam gelegen plaatsen op het vasteland zijn Schobüll, gemeente Husum, en Hattstedt, dat ten noorden van Schobüll ligt.
Zie voor informatie over historische gegevens, bezienswaardigheden e.d. het artikel over het eiland Nordstrand.
Naast de landbouw (zowel akkerbouw als veeteelt) is het toerisme belangrijk voor de economie van Nordstrand. Verspreid over het gehele eiland, maar vooral nabij de kust, staan hotels, pensions, campings en restaurants.
Achtrup ·
Ahrenshöft ·
Ahrenviöl ·
Ahrenviölfeld ·
Alkersum ·
Almdorf ·
Arlewatt ·
Aventoft ·
Bargum ·
Behrendorf ·
Bohmstedt ·
Bondelum ·
Bordelum ·
Borgsum ·
Bosbüll ·
Braderup ·
Bramstedtlund ·
Bredstedt ·
Breklum ·
Dagebüll ·
Drage ·
Drelsdorf ·
Dunsum ·
Elisabeth-Sophien-Koog ·
Ellhöft ·
Emmelsbüll-Horsbüll ·
Enge-Sande ·
Fresendelf ·
Friedrich-Wilhelm-Lübke-Koog ·
Friedrichstadt ·
Galmsbüll ·
Garding ·
Garding, Kirchspiel ·
Goldebek ·
Goldelund ·
Gröde ·
Grothusenkoog ·
Haselund ·
Hattstedt ·
Hattstedtermarsch ·
Högel ·
Holm ·
Hooge ·
Hörnum (Sylt) ·
Horstedt ·
Hude ·
Humptrup ·
Husum ·
Immenstedt ·
Joldelund ·
Kampen (Sylt) ·
Karlum ·
Katharinenheerd ·
Klanxbüll ·
Klixbüll ·
Koldenbüttel ·
Kolkerheide ·
Kotzenbüll ·
Ladelund ·
Langeneß ·
Langenhorn ·
Leck ·
Lexgaard ·
List ·
Löwenstedt ·
Lütjenholm ·
Midlum ·
Mildstedt ·
Nebel ·
Neukirchen ·
Nieblum ·
Niebüll ·
Norddorf auf Amrum ·
Norderfriedrichskoog ·
Nordstrand ·
Norstedt ·
Ockholm ·
Oevenum ·
Oldenswort ·
Oldersbek ·
Olderup ·
Oldsum ·
Ostenfeld (Husum) ·
Oster-Ohrstedt ·
Osterhever ·
Pellworm ·
Poppenbüll ·
Ramstedt ·
Rantrum ·
Reußenköge ·
Risum-Lindholm ·
Rodenäs ·
Sankt Peter-Ording ·
Schwabstedt ·
Schwesing ·
Seeth ·
Simonsberg ·
Sollwitt ·
Sönnebüll ·
Sprakebüll ·
Stadum ·
Stedesand ·
Struckum ·
Süderende ·
Süderhöft ·
Süderlügum ·
Südermarsch ·
Sylt ·
Tating ·
Tetenbüll ·
Tinningstedt ·
Tönning ·
Tümlauer-Koog ·
Uelvesbüll ·
Uphusum ·
Utersum ·
Viöl ·
Vollerwiek ·
Vollstedt ·
Welt ·
Wenningstedt-Braderup (Sylt) ·
Wester-Ohrstedt ·
Westerhever ·
Westre ·
Winnert ·
Wisch ·
Witsum ·
Wittbek ·
Wittdün auf Amrum ·
Witzwort ·
Wobbenbüll ·
Wrixum ·
Wyk auf Föhr